# تاریخ برزیل

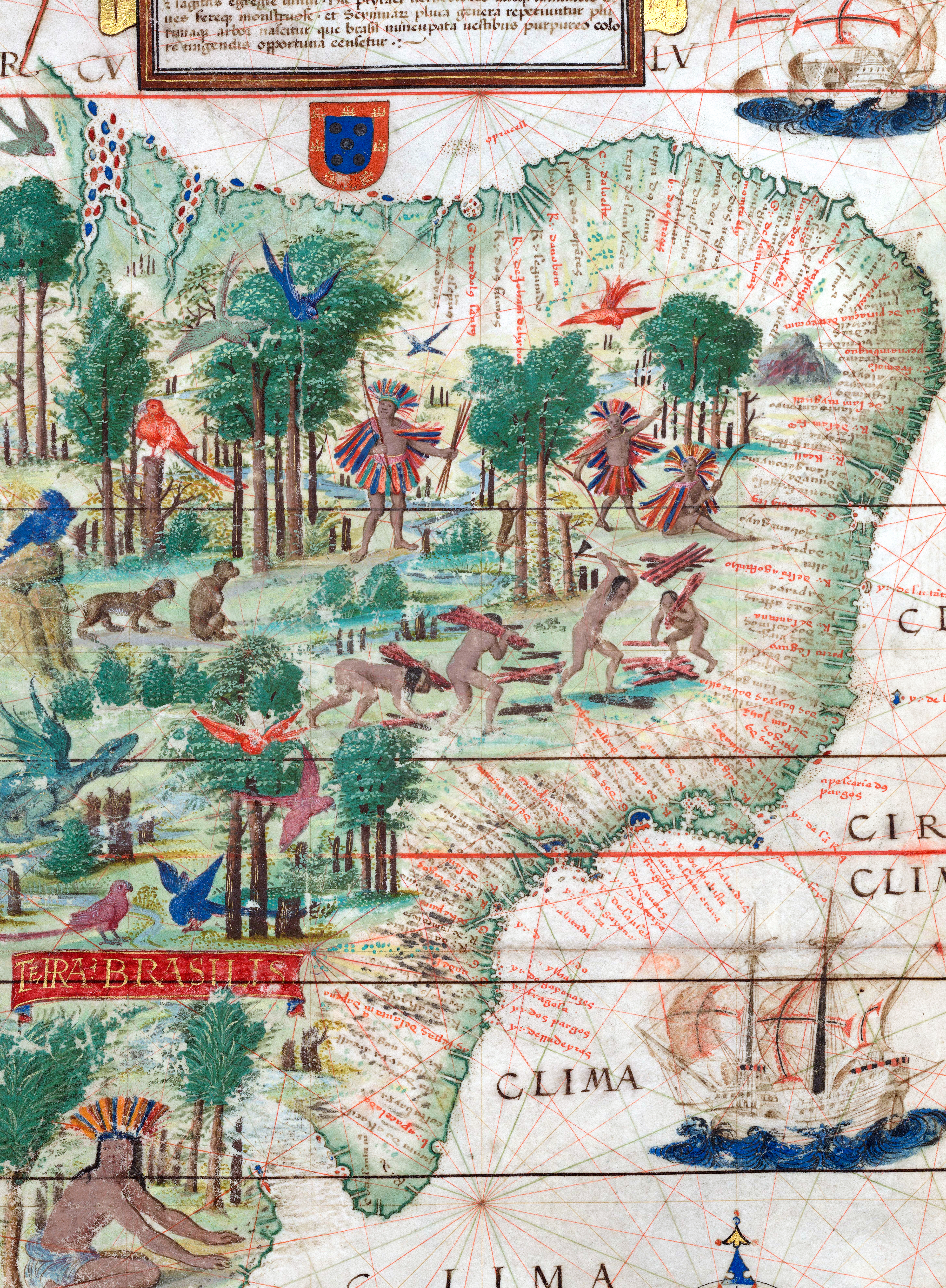
نقشه قدیمی برزیل که توسط کاشفان پرتغالی در سال ۱۵۱۹ صادر شده‌است.

اعتقاد بر این است که پیش از آنکه نخستین جهانگردان پرتغالی در سده پانزدهم در دوره امپراتوری پرتغال به رهبری پدرو آلوارز کابرال به برزیل پا بگذارند جمعیت نیمه عشایری دست کم ۱۰٬۰۰۰ سال در این کشور ساکن بودند. در طول سه قرن بعد، پرتغالی‌ها در این کشور ساکن شدند و ابتدا به دنبال درخت برزیل (پو برزیل)، و پس از آن کشت نیشکر، قهوه و نیز جستجوی معادن طلا برآمدند. منبع نیروی انسانی این مستعمره در آغاز متشکل از برده‌های برزیل، سرخ‌پوستان آمریکا، و پس از سال ۱۵۵۰، بیشتر متشکل از سیاه‌پوستان آفریقایی بود. در سال ۱۸۰۸ماریای یکم، ملکه پرتغال، و پسر و نایب‌السلطنه وی، جان ششم از پرتغال، در گریز از ارتش ناپلئون بناپارت امپراتوری اول فرانسه به همراه خاندان سلطنتی، اشراف و دولت به ریودو ژانیرو گریختند. این تنها مورد جابجایی یک خاندان سلطنتی از قاره‌ای به قاره‌ای دیگر بوده‌است.
گرچه آنان در سال ۱۸۲۱ به پرتغال بازگشتند، این فاصله منجر به باز شدن بنادر تجاری به روی بریتانیا شد که در آن زمان به دلیل حملات ارتش ناپلئون قادر به دسترسی به بیشتر بنادر قاره اروپا نبود و این امر منجر شد تا برزیل به عنوان بریتانیای تحت فرمانروایی دربار پرتغال لقب بگیرد. پس از عزیمت جان ششم شاهزاده پرتغالی، بقایای دولت سلطنتی در ریودوژانیرو اقدام به انحلال پادشاهی متحد پرتغال برزیل کرده و آن را به حالت استعماری بازگرداند. این امر منجر به بروز نزاع‌های کوچکی در این کشور شد که به نام جنگ‌های استقلال برزیل شهرت دارد. در ۷ سپتامبر ۱۸۲۲ نایب‌السلطنه پدروی اول از برزیل  (که پدروی چهارم از پرتغال هم نام گرفت) با اعلام استقلال، امپراتوری مستقل برزیل را بنیان نهاد. عهدنامه‌ای که استقلال این امپراتوری را به رسمیت می‌شناسد در ۲۹ ژوئن ۱۸۲۵ بین بریتانیا و پرتغال امضا شد. در حالیکه تاج و تخت در اختیار دربار براگانزا باقی ماند، این امر بیشتر منجر به تجزیه امپراتوری پرتغال به دو بخش شد و نه نهضت استقلال طلبی به نحوی که در دیگر مناطق قاره آمریکا مشهود است.

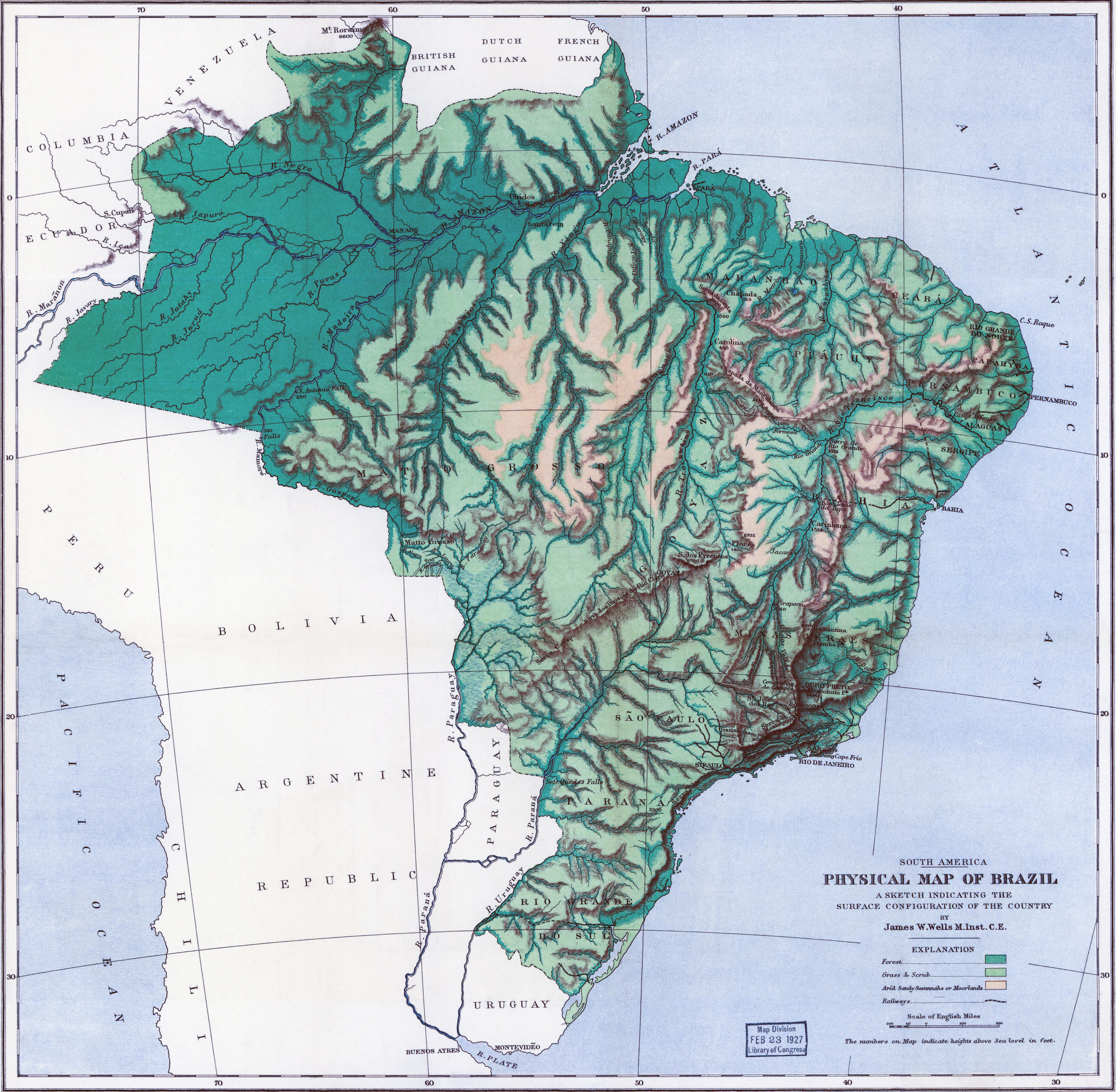
نقشه فیزیکی برزیل در سال ۱۸۸۶. رودخانه‌ها، رشته کوه‌ها و ویژگی‌های توپوگرافی کلی را به تصویر می‌کشد.

امپراتوری برزیل رسماً حکومتی دموکراسی در نظام وستمینستر (سبک بریتانیایی) بود و موازنه قوا میان امپراتور، نخست‌وزیر و پارلمان بیشتر شبیه نظام استبدادی امپراتوری اتریش بود. برده‌داری در سال ۱۸۸۸ و به موجب «قانون طلایی» که ایزابل شاهزاده امپراتوری برزیل وضع کرده بود آغاز شد، و مهاجرت گسترده از اروپا به پرتغال زمینه را برای صنعتی شدن این کشور فراهم کرد. پس از پدروی اول پسر وی پدروی دوم جانشین وی شد. در سنین پیری او، ارتش و کابینه دچار اختلاف شدند، بحرانی که ناشی از جنگ اتحاد سه‌گانه (جنگ پاراگوئه) بود. پدروی دوم برای پیشگیری از وقوع جنگ بین ارتش و نیروی دریایی در ۱۵ نوامبر ۱۸۸۹ از تاج و تخت کناره‌گیری کرد. در این زمان جمهوری فدرال (با نام رسمی جمهوری ایالات متحده برزیل) توسط سپهبد دئودورا دا فونسکا تأسیس شد. 
در اواخر قرن نوزدهم و اوایل قرن بیستم، برزیل بیش از پنج میلیون مهاجر اروپایی، عرب و ژاپنی را در خود جای داد. در این دوره برزیل صنعتی و استعماری‌تر شد و مرکز آن نیز توسعه یافت.
نظام دیکتاتوری سه بار در این کشور حاکم شد: از ۱۹۳۰ تا ۱۹۳۴، ۱۹۳۷ تا ۱۹۴۵ توسط گتولیو وارگاس و ۱۹۶۴ تا ۱۹۸۵ تحت فرمانروایی شماری از ژنرال‌هایی که توسط ارتش به این مقام منصوب شده بودند. برزیل یکی از چندین کشور آمریکای لاتین بود که در دهه‌های شصت و هفتاد میلادی وقوع کودتای نظامی، حکومت‌های منتخب و غیرنظامی را سرنگون کرد و نظامیان برای چند دهه قدرت را در دست گرفتند. ارتش برزیل با حمایت قشرها صاحب امتیاز و بخشی از طبقه متوسط، که در آن دوران کم شمار بود، درصدد برآمد تا با گروه‌های چپ و سوسیالیست که قدرت گرفته بودند، مقابله کند. زیرا انقلابیون چپ‌گرا نیز در دهه‌های شصت و هفتاد میلادی با روش‌های خشن قصد داشتند سیستم حاکم بر کشور را سرنگون کنند. بر اساس آمارها، در دوران ۲۱ ساله حکومت نظامی برزیل حداقل ۴۰۰ نفر کشته و هزاران نفر زندانی و شکنجه شدند. یکی از این فعالان چپ‌گرا که در آن زمان بازداشت شد دیلما روسف بود رئیس‌جمهوری سابق برزیل که توسط لیبرال ها در سال ۲۰۱۶ برکنار شد و جای خود را به میشل تمر داد. بعضی از این شکنجه‌ها از سوی بریتانیایی به شکنجه گران آموزش داده شده بود. هر چند برزیل در میان اولین کشورهای آمریکای لاتین بود که به حکومت نظامیان پایان داد ولی در شمار آخرین کشورهایی است که برای کشف جنایات و شناسایی قربانیان حکومت نظامیان، یک کمیسیون حقیقت یاب تشکیل داده‌است. بر اساس قانون عفو عمومی مصوب سال ۱۹۷۹ آشتی ملی، تمام افراد و طرف‌هایی که اعمال خشونت‌آمیز مرتکب شده بودند مورد عفو قرار گرفته و از تعقیب قضایی و مجازات معاف شدند
از سال ۱۹۸۵، حکومت برزیل در سطح بین‌المللی به عنوان یک حکومت دموکراسی در نظر گرفته شده‌است؛ این وضعیت در همه‌پرسی‌ای که در سال ۱۹۹۳ برگزار شد تأیید شد. در این همه‌پرسی از رای‌دهندگان خواسته شده بود از بین ریاست جمهوری و پارلمان یکی را انتخاب کنند که رای‌دهندگان با بازگشت حکومت مشروطه سلطنتی نیز مخالفت کردند.

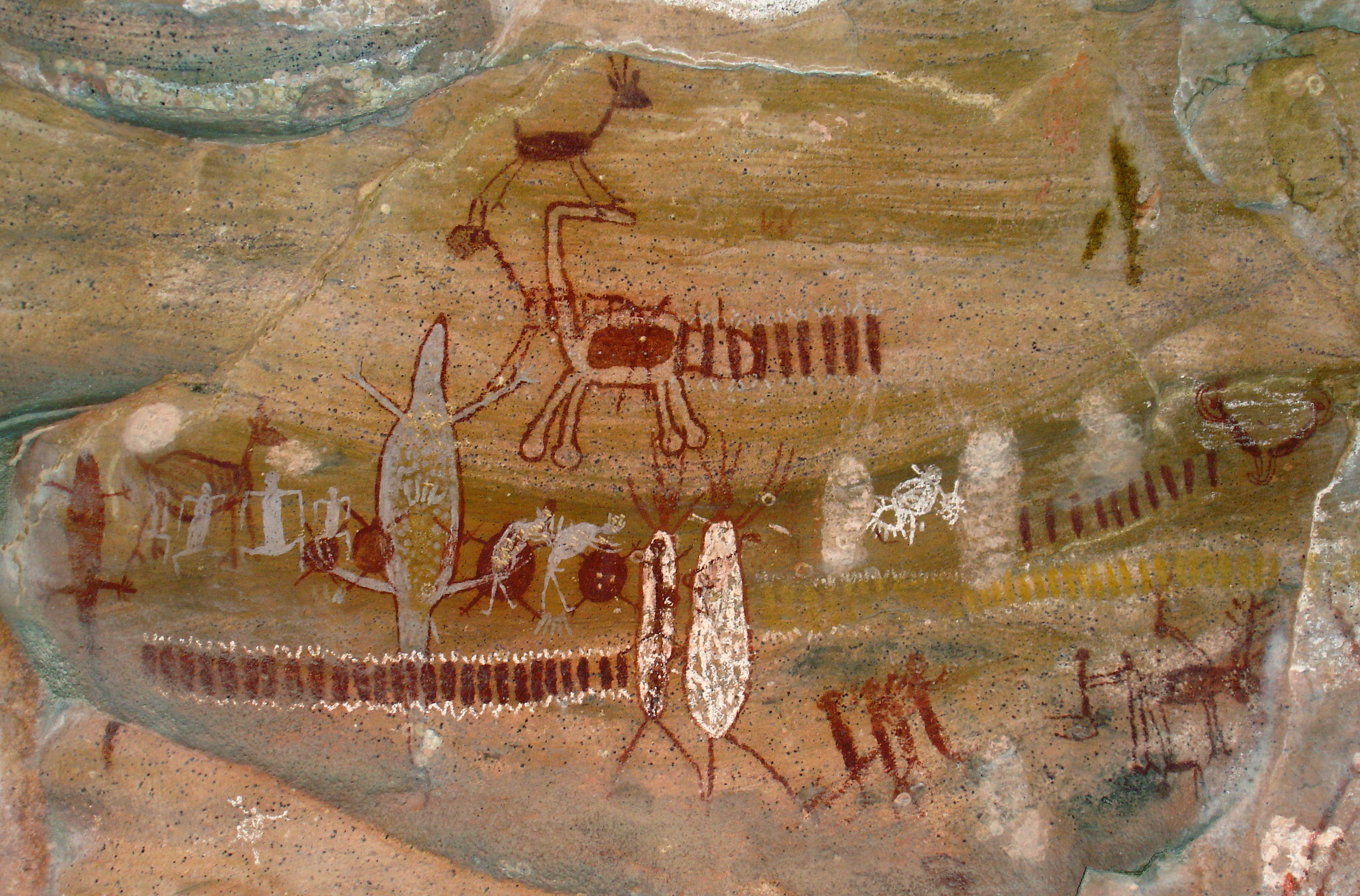
غارنگاره در پارک ملی سرا دا کاپیوارا. این منطقه بیشترین تمرکز مکان های ماقبل تاریخ را در قاره آمریکا دارد

## ماقبل تاریخ
برخی از اولین بقایای انسان یافت شده در قاره آمریکا، زن لوزیا بود، که در ناحیه پدرو لئوپولدو، در منطقه کنونی میناز ژرایس پیدا شد که شواهدی از سکونت انسان، حداقل در ۱۱۰۰۰ سال پیش، ارائه می‌کند.
هنگامی که کاوشگران پرتغالی وارد برزیل شدند، این منطقه تحت سکونت صدها نوع مختلف از قبیله‌های جیکوابو بود که «قدیمی‌ترین آنها به حداقل ۱۰۰۰۰ سال قبل در ارتفاعات میناز ژرایس بازمی‌گردد».  تاریخ پیدایش نخستین ساکنان، که پرتغالی‌ها آنها را «هندی‌ها» (índios) می‌نامیدند، هنوز هم در میان باستان‌شناسان مورد مناقشه است. قدیمی‌ترین سفال‌هایی که تا به حال در نیمکره غربی یافت شده‌است، با قدمت ۸۰۰۰ سال بر اساس رادیوکربن، در حفاری‌های حوضه آمازون برزیل، در نزدیکی شهر سانتاری، به دست آمده است شواهدی را در حمایت از این فرضیه ارائه می‌دهد که منطقه جنگل‌های استوایی از نظر منابع بسیار فقیرتر از آن بوده که از یک فرهنگ پیچیده ماقبل تاریخ حمایت کند. پذیرفته‌شده‌ترین دیدگاه کنونی مابین انسان‌شناسان، زبان‌شناسان و ژنتیک‌شناسان این است که قبایل اولیه بخشی از اولین موج شکارچیان مهاجر بودند که یا از خشکی و از طریق تنگه برینگ، یا از طریق مسیرهای دریایی ساحلی در امتداد اقیانوس آرام، یا هر دو، از آسیا به قاره آمریکا آمدند.

## نگارخانه

پرچم سلطنتی (۱۵۲۱ - ۱۴۹۵)
پادشاهی متحده پرتغال، برزیل و آلگاروس (۱۸۲۱-۱۸۱۶)
پرچم امپراتوری (۱۲ اکتبر ۱۸۲۲ - ۱۵ نوامبر ۱۸۸۹)

پرچم برزیل (نوامبر ۱۸۸۹)
پرچم برزیل